# Dänischer Fußballpokal 1964/65
Der Dänische Fußballpokal 1964/65 war die elfte Austragung des dänischen Pokalwettbewerbs der Männer. Er wurde vom dänischen Fußballverband ausgetragen. Das Finale fand traditionell am Himmelfahrtstag (27. Mai 1965) im Københavns Idrætspark von Kopenhagen statt. Pokalsieger wurde Aarhus GF, der sich im Finale gegen Kjøbenhavns Boldklub durchsetzte.
Alle Begegnungen wurden in einem Spiel ausgetragen. Bei unentschiedenem Ausgang wurde zur Ermittlung des Siegers eine Verlängerung gespielt. Stand danach kein Sieger fest, folgte ein Elfmeterschießen. Ab dem Halbfinale wurde bei einem Remis das Spiel wiederholt.

## 1. Runde
Es nahmen 56 Mannschaften von der dritten Klasse abwärts teil.
|                    | Ergebnis              |                        |
| ------------------ | --------------------- | ---------------------- |
| IF AIA-Tranbjerg   | 5:2                   | Bindslev IF            |
| B 1950 Bolderslev  | 0:4                   | BK Hero                |
| B 47 Esbjerg       | 1:2                   | Nordenskov IF          |
| Brande IF          | 3:1                   | Vorup Frederiksberg BK |
| Brønderslev IF     | 2:0                   | IF Hasle Fuglebakken   |
| Eskilstrup BK      | 2:1                   | Skovshoved IF          |
| BK Fremad Valby    | 1:0                   | Nakskov BK             |
| Herning Fremad     | 4:1                   | IK Skovbakken          |
| Hellerup IK        | 4:0                   | Faxe BK                |
| Holbæk B&I         | 11:10                 | Errindlev GI           |
| Holmegaard GB      | 1:3                   | Fremad Amager          |
| Horbelev BK        | 2:3 n. V.             | Holte IF               |
| Kastrup BK         | 1:0                   | Slagelse B&I           |
| KFUM Kopenhagen    | 4:0                   | Svebølle B&I           |
| Kirke Såby IF Thor | 1:7                   | BK Rødovre             |
| Kolding IF         | 0:1                   | Søndersø BK            |
| Langeskov IF       | 2:1                   | Hobro IK               |
| Lyngby BK          | 6:4 n. V.             | Roskilde BK            |
| Mørke IF           | 3:5                   | Thisted FC             |
| Nyborg G&IF        | 1:3                   | Vejgaard BSK           |
| Odder IGF          | 1:0                   | Otterup B&IK           |
| Roslev IK          | 3:2                   | Bagenkop IF            |
| BK Stadion         | 1:3                   | IF Skjold Birkerød     |
| BK Thor            | 1:1 n. V. (4:5 i. E.) | Aabenraa BK            |
| Tved BK            | 4:1                   | Struer BK              |
| Taastrup FC        | 5:2                   | FIF Hillerød           |
| IK Viking Rønne    | 5:0                   | BK Frem Sakskøbing     |
| IK Aalborg Chang   | 2:1                   | Svendborg fB           |

## 2. Runde
Teilnehmer waren die 28 Sieger der ersten Runde und die zwölf Vereine aus der 2. Division 1964.
|                    | Ergebnis  |                  |
| ------------------ | --------- | ---------------- |
| IF AIA-Tranbjerg   | 2:4 n. V. | Næstved IF       |
| IF Skjold Birkerød | 3:2 n. V. | BK Rødovre       |
| Brande IF          | 0:7       | Viborg FF        |
| Brønderslev IF     | 1:0       | Aalborg BK       |
| Frederikshavn fI   | 4:2       | Odense BK        |
| BK Hero            | 1:4       | IK Aalborg Chang |
| Hellerup IK        | 4:3       | Randers SK Freja |
| Holbæk B&I         | 3:1       | Holte IF         |
| Horsens fS         | 3:2       | Fremad Amager    |
| Hvidovre IF        | 3:0       | Herning Fremad   |
| Ikast FS           | 0:1       | KFUM Kopenhagen  |
| Kastrup BK         | 1:3       | Langeskov IF     |
| Køge BK            | 7:0       | Thisted FC       |
| Lyngby BK          | 3:1       | BK Fremad Valby  |
| Odder IGF          | 0:3       | Eskilstrup BK    |
| Roslev IK          | 1:3       | Søndersø BK      |
| Taastrup FC        | 2:5       | Tved BK          |
| Vanløse IF         | 5:1       | Vanløse IF       |
| Vejgaard BSK       | 0:1 n. V. | Odense KFUM      |
| Aabenraa BK        | 3:2 n. V. | IK Viking Rønne  |

## 3. Runde
Teilnehmer: Die 20 Sieger der zweiten Runde und die zwölf Vereine aus der 1. Division 1964.
|                      | Ergebnis  |                    |
| -------------------- | --------- | ------------------ |
| AB Gladsaxe          | 2:0       | Lyngby BK          |
| Aarhus GF            | 3:1       | Køge BK            |
| B 1901 Nykøbing      | 2:3       | Vanløse IF         |
| B 1909 Odense        | 1:2       | KFUM Kopenhagen    |
| IF Skjold Birkerød   | 0:2       | BK Frem Kopenhagen |
| Brønshøj BK          | 11:00     | Langeskov IF       |
| Eskilstrup BK        | 1:3       | Aabenraa BK        |
| Hellerup IK          | 4:2       | B 1913 Odense      |
| Holbæk B&I           | 0:3       | Vejle BK           |
| Horsens fS           | 1:4       | B 1903 Kopenhagen  |
| Hvidovre IF          | 4:1       | Tved BK            |
| Kjøbenhavns Boldklub | 9:1       | Brønderslev IF     |
| Næstved IF           | 3:5 n. V. | Esbjerg fB         |
| Odense KFUM          | 3:2       | Frederikshavn fI   |
| Søndersø BK          | 1:8       | IK Aalborg Chang   |
| Viborg FF            | 2:1       | B.93 Kopenhagen    |

## 4. Runde
Teilnehmer: Die 16 Sieger der dritten Runde.
|                      | Ergebnis  |                   |
| -------------------- | --------- | ----------------- |
| Aarhus GF            | 3:2       | Vanløse IF        |
| Brønshøj BK          | 2:3       | B 1903 Kopenhagen |
| BK Frem Kopenhagen   | 0:1       | AB Gladsaxe       |
| Kjøbenhavns Boldklub | 8:4       | IK Aalborg Chang  |
| KFUM Kopenhagen      | 0:2       | Esbjerg fB        |
| Odense KFUM          | 3:2       | Hvidovre IF       |
| Vejle BK             | 5:1       | Aabenraa BK       |
| Viborg FF            | 4:5 n. V. | Hellerup IK       |

## Viertelfinale
|                      | Ergebnis  |                   |
| -------------------- | --------- | ----------------- |
| Aarhus GF            | 1:0       | Hellerup IK       |
| Kjøbenhavns Boldklub | 2:0 n. V. | AB Gladsaxe       |
| Odense KFUM          | 1:4       | B 1903 Kopenhagen |
| Vejle BK             | 1:0 n. V. | Esbjerg fB        |

## Halbfinale
|                   | Ergebnis |                      |
| ----------------- | -------- | -------------------- |
| B 1903 Kopenhagen | 0:1      | Aarhus GF            |
| Vejle BK          | 1:2      | Kjøbenhavns Boldklub |

## Finale
| Paarung              | Aarhus GF – Kjøbenhavns Boldklub |
| Ergebnis             | 1:0 (1:0) |
| Datum                | 27. Mai 1965 |
| Stadion              | Københavns Idrætspark, Kopenhagen |
| Zuschauer            | 18.600 |
| Schiedsrichter       | Gunnar Michaelsen |
| Tore                 | 1:0 Karsten Petersen (29.) |
| Aarhus GF            | Bent Martin – Arne Sørensen, Bent Wolmar, John Amdisen, Kaj Mikkelsen – Søren Pedersen, Karsten Petersen, Ove Sørensen – Jørn Bjerregaard, Henning Enoksen, Verner Hermansen. Cheftrainer: Henry From     |
| Kjøbenhavns Boldklub | Nils Jensen – Henning Helbrandt, Bent Poulsen, Frank Johansen, Ib Kjøge – Niels Møller, Mogens Jensen, Henrik Klint – Finn Møller, Ole Sørensen, Eyvind Clausen. Cheftrainer: Walter Presch ( Österreich) |